# Grenzschutzdienstpflicht
Die Grenzschutzdienstpflicht ist in Deutschland eine im Bundesgrenzschutzgesetz verankerte Dienstpflicht, die auf Artikel 12a des Grundgesetzes aufbaut. Die übrigen Bestimmungen des Bundesgrenzschutzgesetzes traten 1994 außer Kraft. Die Grenzschutzdienstpflicht wird aber seit 1973 nicht mehr vollzogen. Wer Grenzschutzdienst leistet oder geleistet hat, kann nicht mehr zum Wehrdienst in der Bundeswehr herangezogen werden (§ 42a Wehrpflichtgesetz). Der Grenzschutzdienst wird nach der Umbenennung des Bundesgrenzschutzes (BGS) in Bundespolizei ebendort geleistet.

## Historische Entwicklung
Die Einführung des Grenzschutzpflichtdienstes für den BGS muss im historischen Kontext gesehen werden. Der BGS war bis in die 1980er Jahre paramilitärisch organisiert und für den Einsatz im Inneren, sowohl an der innerdeutschen Grenze oder im Falle von Unruhen, vorgesehen, da dieser Einsatz für die Bundeswehr grundsätzlich ausgeschlossen ist. Des Weiteren unterhielten die Staaten des Warschauer Paktes eine große Anzahl an sogenannten „Truppen des Innenministeriums“, deren Mannschaften ausschließlich aus Wehrpflichtigen bestanden, wie auch bei den Volkspolizei-Bereitschaften der DDR, die während der Zeit des Wettrüstens eine erhebliche Verstärkung der Infanteriekräfte darstellten, welche jedoch nicht von Abrüstungsverhandlungen betroffen waren, da sie nicht zum Militär zählten. Die Ausrüstung umfasste auch schweres militärisches Gerät, die Beamten hatten bis 1994 offiziell Kombattantenstatus. Mit der Verabschiedung der Notstandsgesetze veränderten sich ab 1968 die Aufgaben des BGS. Die militärische Aufgabenstellung entfiel, weil im Falle des Notstandes nun auch die Bundeswehr im Inneren eingesetzt werden konnte. Trotzdem war der BGS noch bis Mitte der achtziger Jahre mit leichten und mittleren Infanteriewaffen ausgestattet.

## Grenzschutzdienstpflichtige
Zum Grenzschutzdienst können Männer ab dem achtzehnten Lebensjahr einberufen werden, sofern sie Angehörige des BGS oder der Bundespolizei waren oder zum wehrdienenden Jahrgang gehören und wehrdienstfähig sind. Die Heranziehung darf nur erfolgen, wenn der Bedarf nicht mit Freiwilligen gedeckt werden kann. Kann der Bedarf wieder mit Freiwilligen gedeckt werden, kann die Dienstpflicht aufgehoben werden. Das Dienstverhältnis ist ähnlich dem Wehrdienstverhältnis ausgelegt. Es gliedert sich in Grenzschutzgrunddienst, Grenzschutzübungen und unbefristeter Grenzschutzdienst im Verteidigungsfall und in den Fällen des Artikels 91 des Grundgesetzes. Ehemalige gehören der Grenzschutzreserve an. Die Dienstleistenden stehen in einem öffentlich-rechtlichen Dienst- und Treueverhältnis besonderer Art, nicht in einem Beamtenverhältnis. Gleichwohl haben sie die Rechte und Pflichten eines regulären Bundespolizeiangehörigen.

## Aktuelle Anwendung
Obwohl die Grenzschutzdienstpflicht im Gesetz verankert bleibt, setzt seit 1994 eine neuerliche Anwendung, ähnlich wie bei der ausgesetzten Wehrpflicht im Jahr 2011, einen Parlamentsbeschluss voraus (Art. 3 Abs. 2 Bundesgrenzschutzneuregelungsgesetz).